# Sauvages
Sauvages je koprodukční animovaný film natočený formou stop motion z roku 2024, který režíroval Claude Barras. Film měl světovou premiéru na filmovém festivalu v Cannes dne 18. května 2024.

## Děj
Na Borneu, na okraji deštného pralesa, jedenáctiletá Keria zachrání mládě orangutana nalezené na palmové plantáži jejího otce.

## Ocenění
- César: nominace na nejlepší animovaný film (Claude Barras)